# Danh sách đồ chơi bằng gỗ

Một đồ chơi Gee-haw whammy diddle

Bài này chứa danh sách đồ chơi hay trò chơi làm bằng gỗ. Đồ chơi gỗ (đồ chơi bằng gỗ) là đồ chơi được làm chủ yếu từ gỗ và sản phẩm gỗ. Một số vật liệu khác có thể được dùng làm đồ chơi bên cạnh gỗ.

## Các đồ chơi bằng gỗ

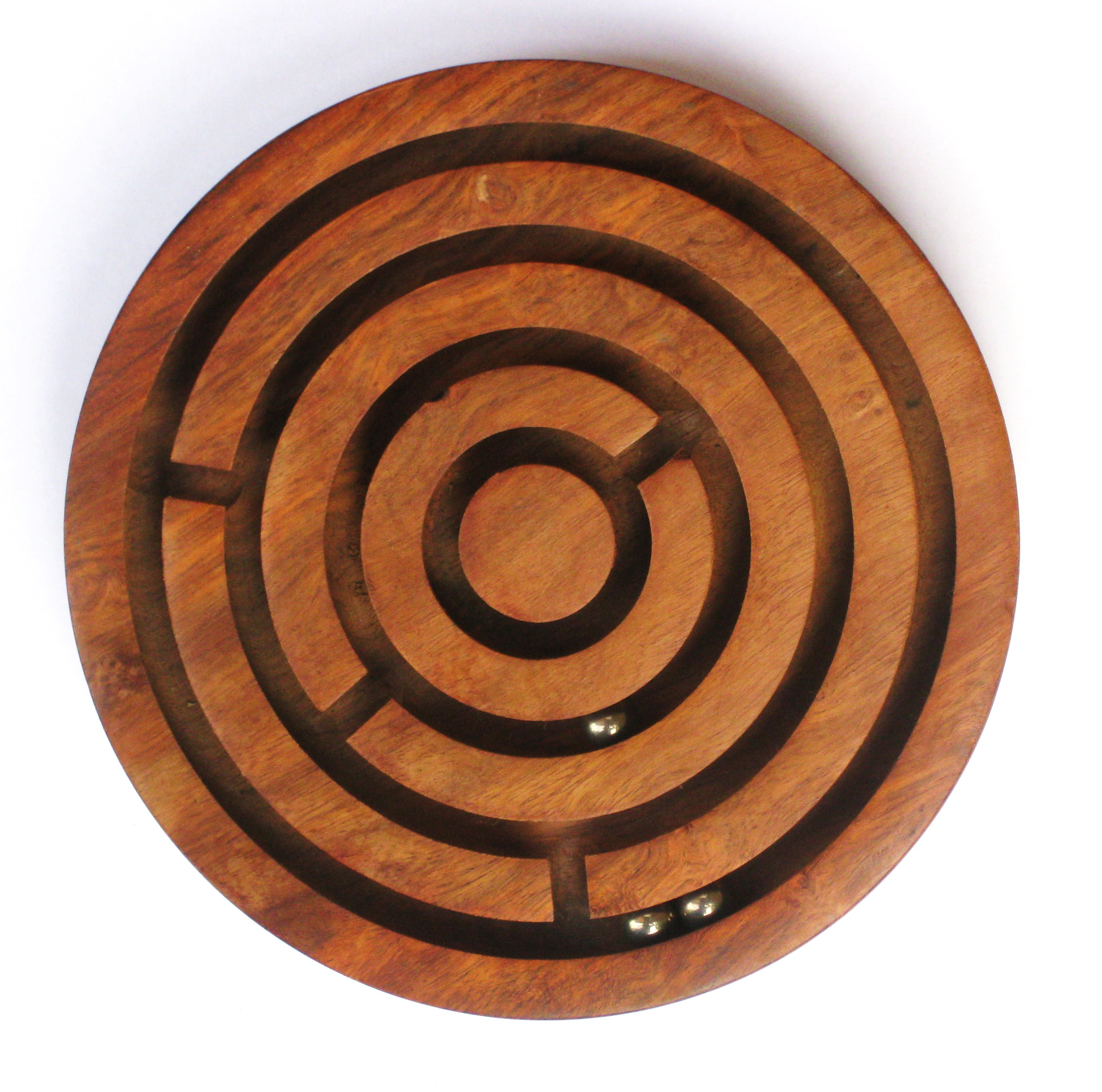
Ball-in-a-maze puzzle

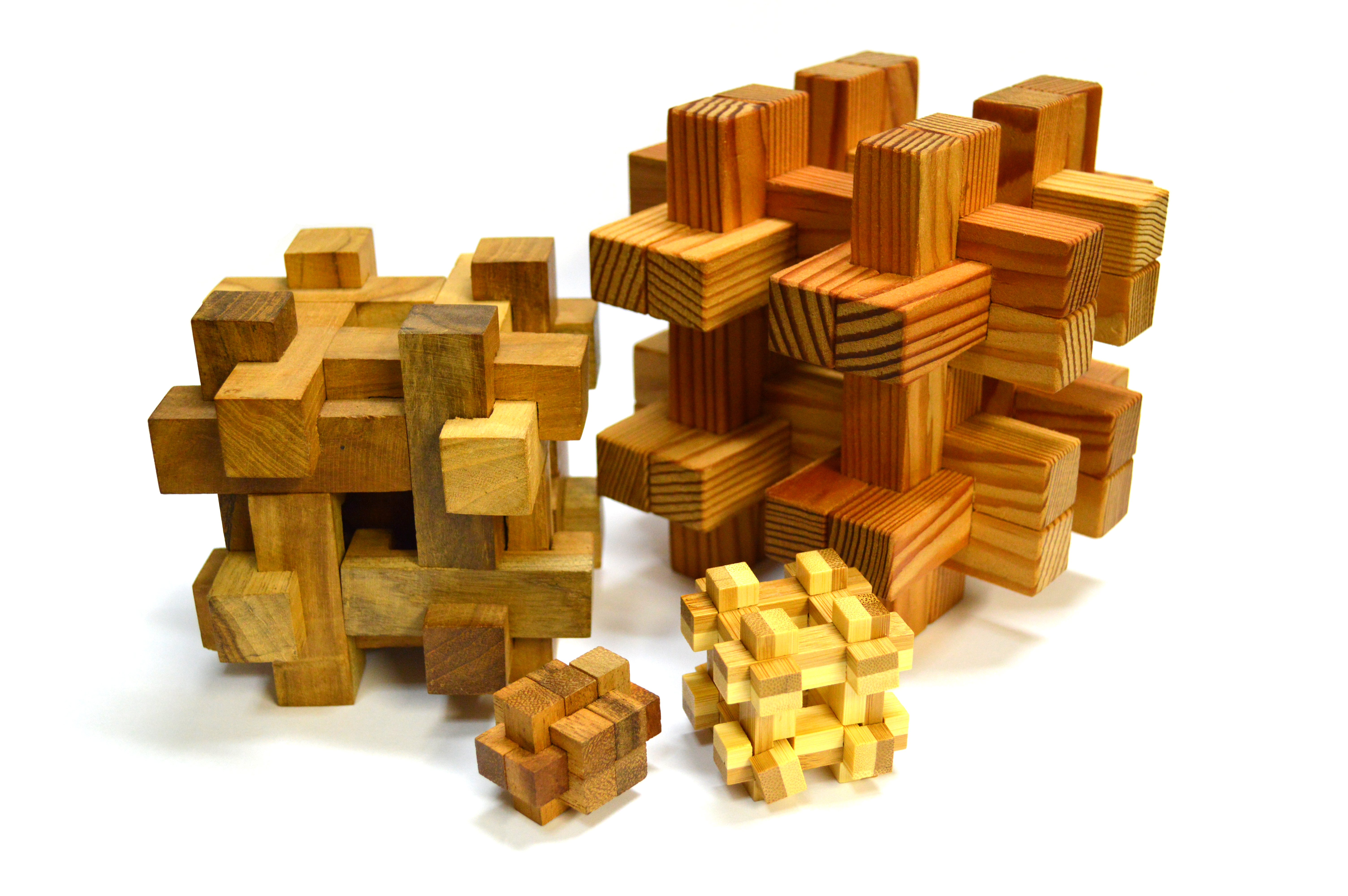
Burr puzzle

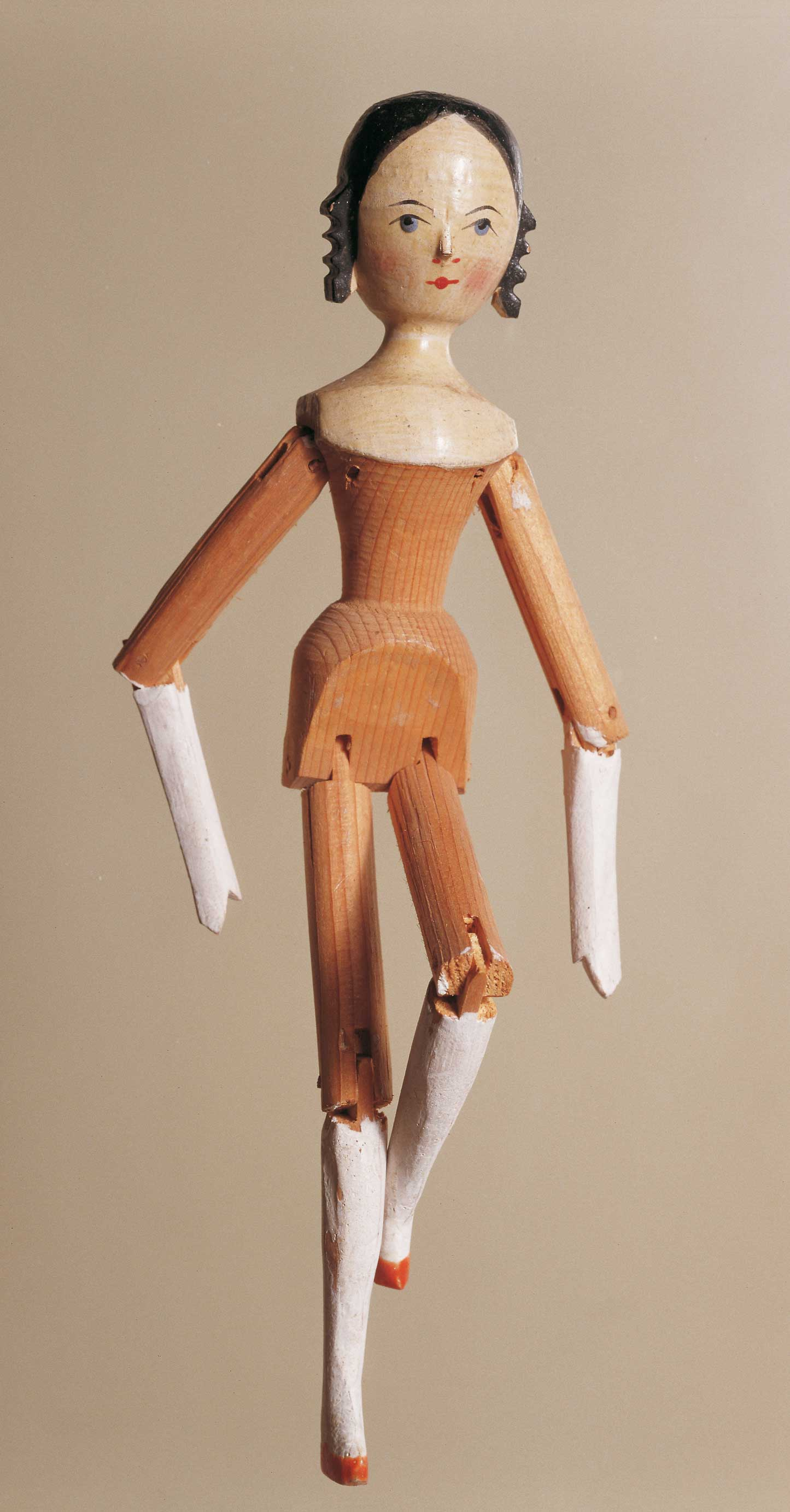
A Peg wooden doll from Val Gardena, 1850

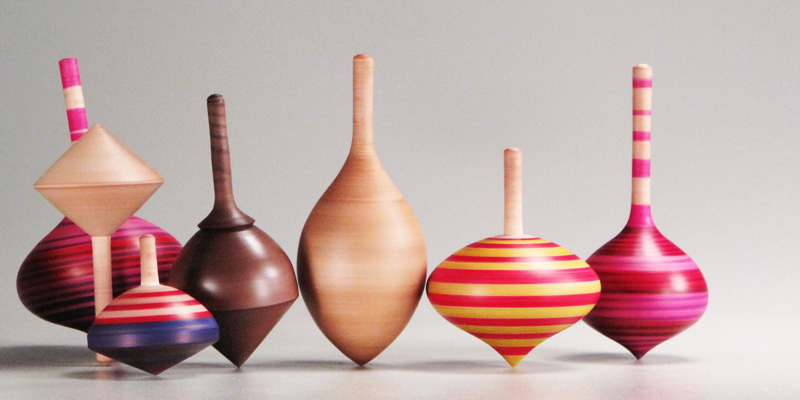
Various spinning Đánh quays

- Akabeko
- Ball-in-a-maze puzzle
- Bauernroulette
- Bird of Happiness (đồ chơi)
- Burr puzzle
- Channapatna toys
- Chatter Telephone
- Diabolo
- Cup-and-ball
- Dalecarlian horse
- Dreidel
- Etikoppaka
- Froebel gifts
- Gee-haw whammy diddle
- Hobby horse (đồ chơi)
- Hoop rolling
- Jacob's ladder (đồ chơi)
- Jig doll
- Trò chơi ghép hình
- Jumping jack (đồ chơi)
- Kapla
- Kendama
- KEVA Planks
- Klotski
- Kondapalli Toys
- Lincoln Logs
- Le Toy Van
- Matador (đồ chơi)
- Búp bê Matryoshka
- Mechanical puzzle
- Nirmal toys and craft
- Peg wooden doll
- Pinewood derby
- Pyramid puzzle
- Rattleback
- Reifendrehen
- Rocking horse
- Roly-poly toy
- Snapper (puzzle)
- Soma cube
- Tinkertoy
- Đánh quay
- Toy block
- Trompo
- Unit block
- Wooden toy train
- Wood car racing
- Wooden toy train
- Yo-yo - một số yo-yo làm bằng gỗ

Các đồ chơi bằng gỗ
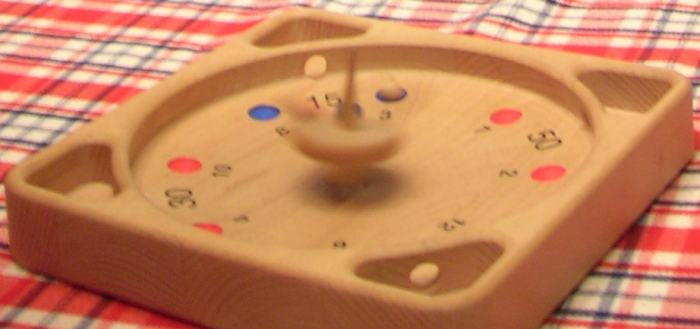
Trò chơi Bauernroulette
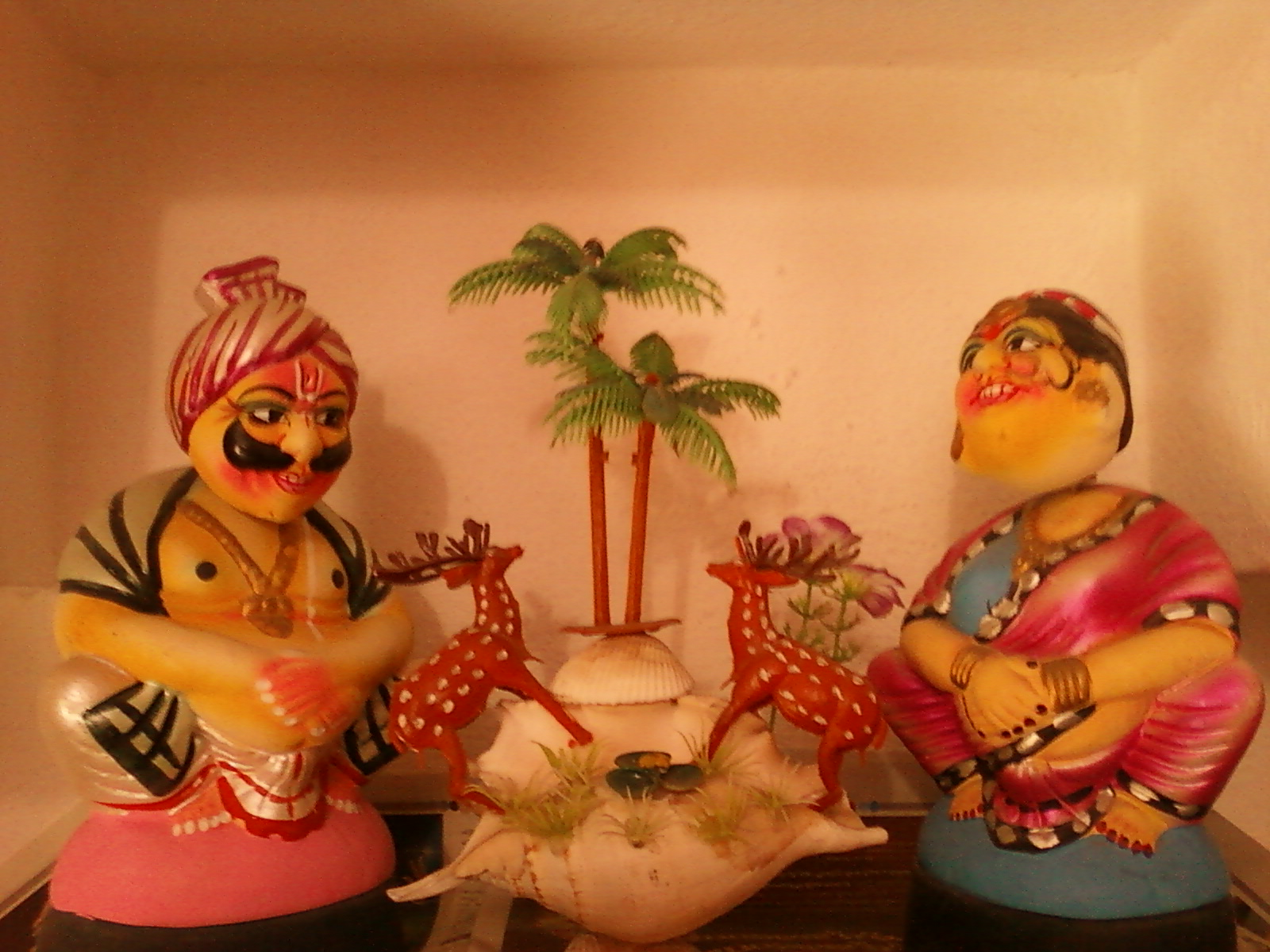
Kondapalli Toys
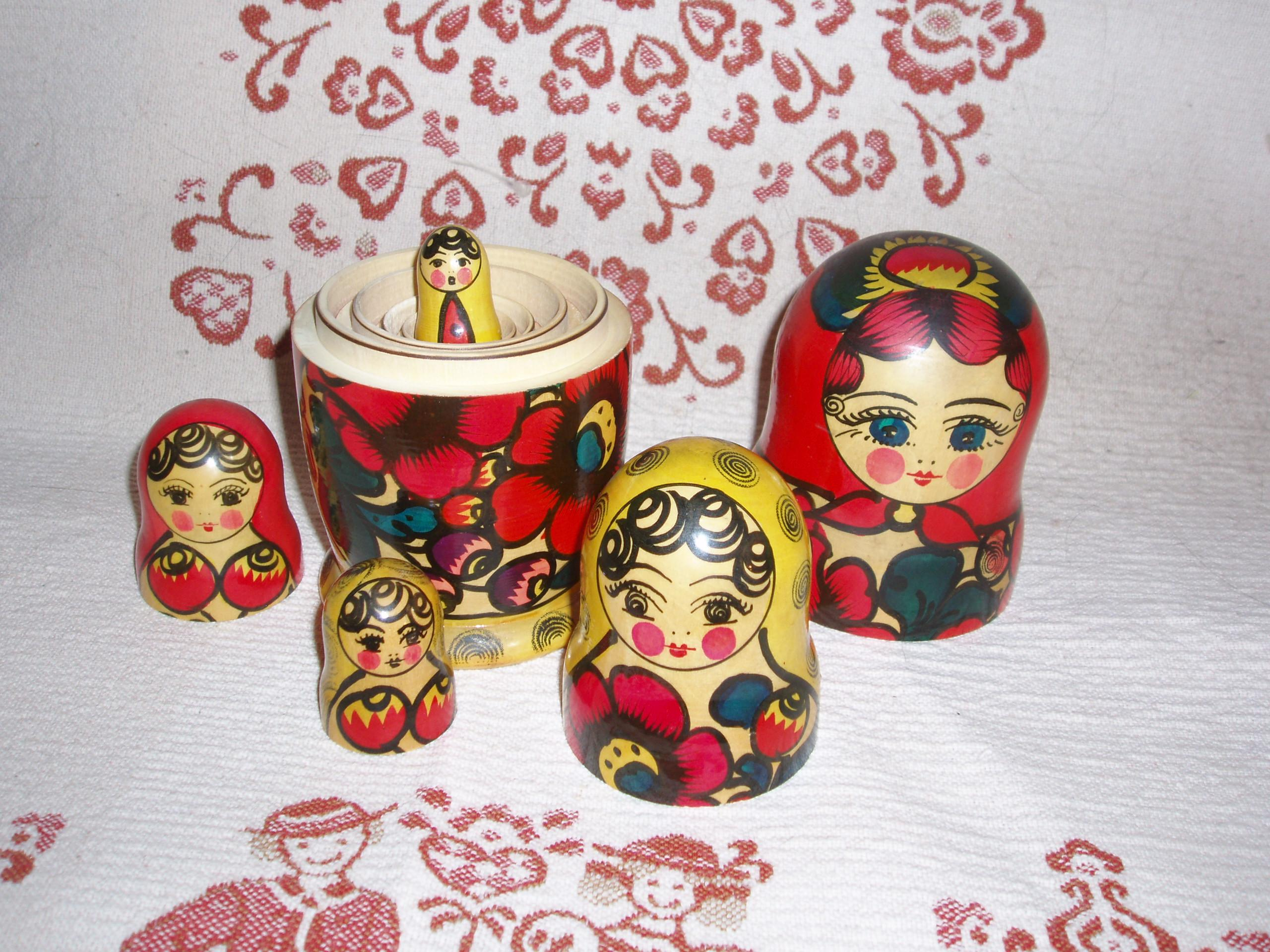
Búp bê Matryoshka
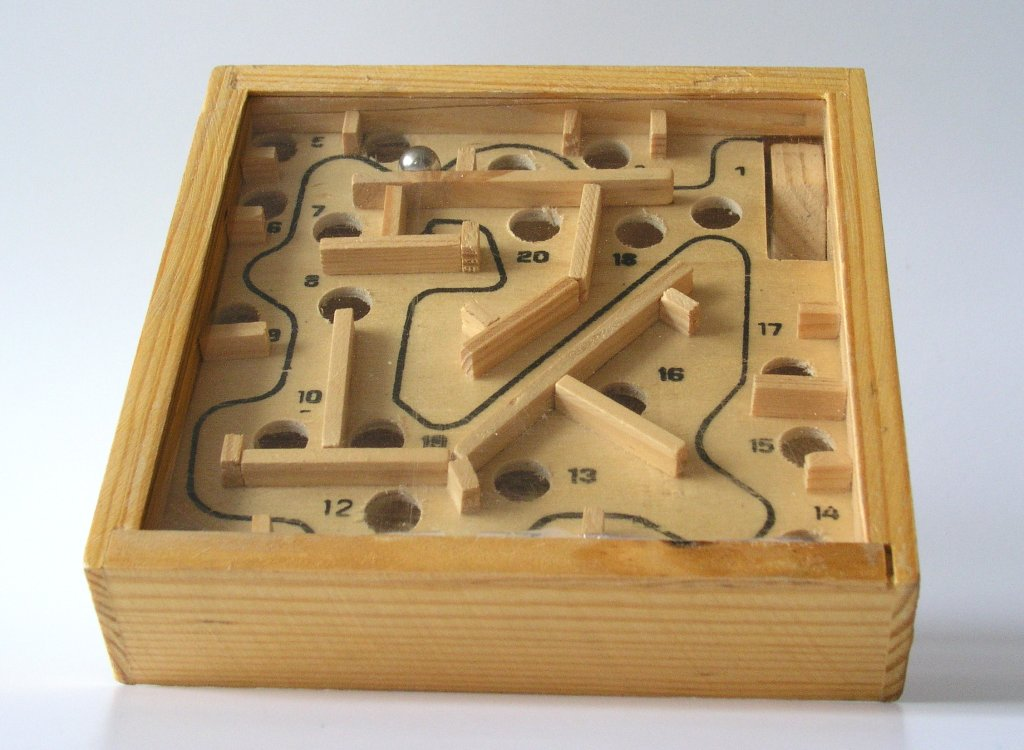
Một dạng trò chơi puzzle bằng gỗ
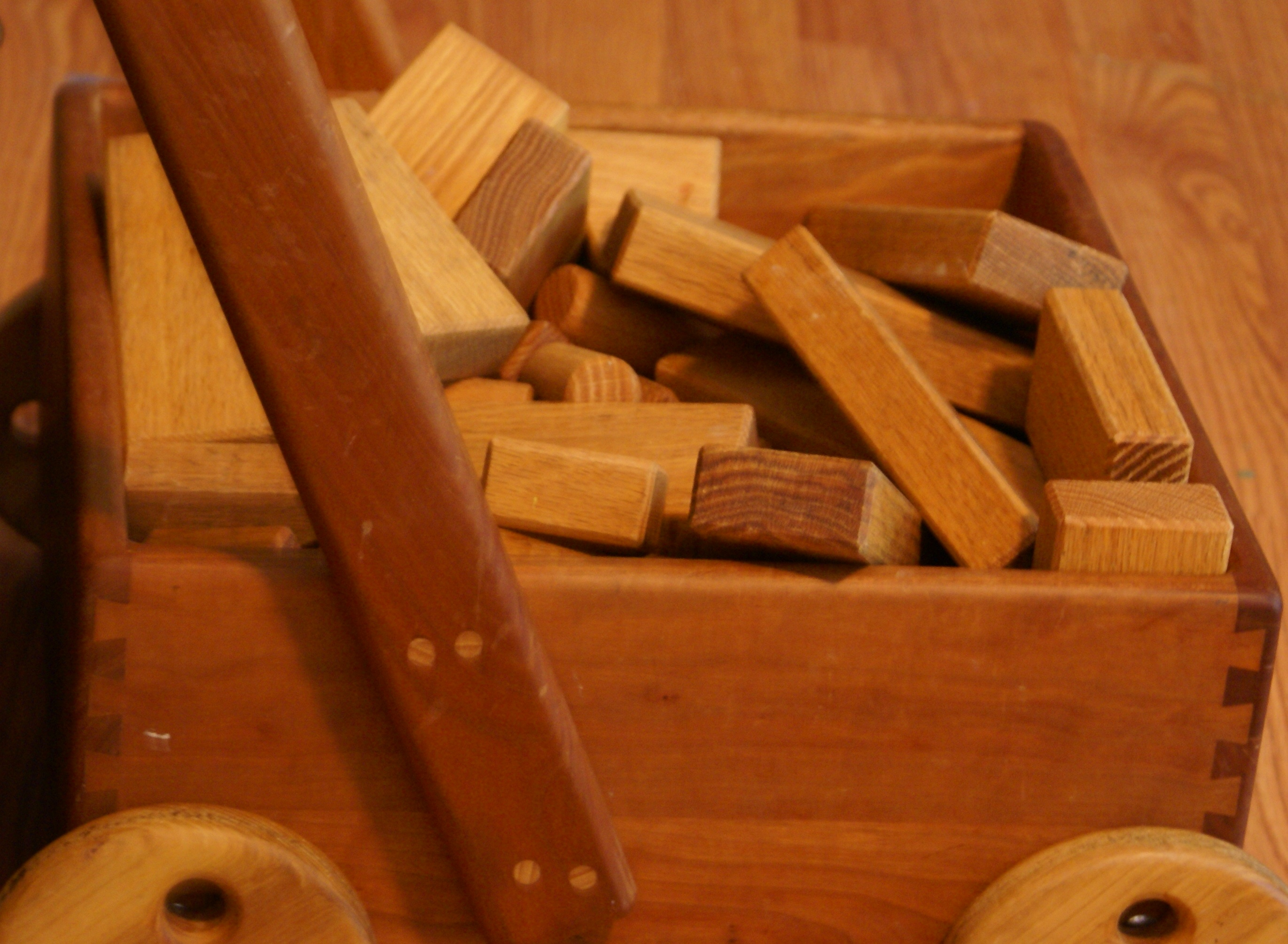
Unit block bằng gỗ, một dạng toy block, trong một toa xe bằng gỗ